# Pegeia
Pegeia (em grego:  Πέγεια) ou Pegya é uma cidade localizada no distrito de Pafos, Chipre. De acordo com o censo de 2011, sua população era de 3 953 habitantes.